# Václav Erben
Václav Erben (ur. 2 listopada 1930 w Náchodzie, zm. 19 kwietnia 2003 w Dobříš) – czeski pisarz, znany przede wszystkim z cyklu kryminałów, których bohaterem jest kapitan Michał Exner.

## Życie
Po ukończeniu szkoły w 1944 i krótkim pobycie w Szkole Pracy Baťa w Zlinie (przedwojenne zakłady Baťa) pracował jako asystent w fabryce Baťa w Náchodzie. Ukończył Akademię Biznesu w Náchodzie (1945–1949). Następnie studiował w Pradze reżyserię teatralną (1949–1953) oraz radiową w DAMU, czyli na Wydziale Teatralnym Akademii Sztuk Scenicznych.
Na ostatnim roku studiów zaczął pracować w oddziale Czechosłowackiego Radia w Ostrawie. Po odbyciu służby wojskowej na Morawach (1953–1955) otrzymał stypendium z Funduszu Literackiego za książkę o młodzieżowych brygadach na pograniczu. Od 1957 r. Pracował jako redaktor w czasopismach Požární ochrana i Fire Protection Technology, następnie w pracy uświadamiającej (1957–1960), w Czeskiej Agencji Informacyjnej, w Czechosłowackim żołnierzu i w Agencji Wywiadu Wojskowego (1962–1966).
W latach 1966–1972 zajmował się literaturą. W latach 1972–1977 kierował działem literatury w wydawnictwie Mladá fronta, w latach 1977–1990 pracował jako redaktor scenariuszy i scenarzysta w Studiu Filmowym Barrandov, od 1982 r. jako szef grupy kreatywnej.
Oprócz kryminałów, z których wiele zostało nakręconych lub wystawionych w Telewizji Czechosłowackiej, pisał także prace psychologiczne i historyczne.
W latach 1947–1989 był członkiem KSČ oraz wiceprzewodniczącym partii w Studiu Filmowym Barrandov. Po sowieckiej okupacji Czechosłowacji w sierpniu 1968 r. publikował teksty opowiadające się za normalizacją oraz polityką bezpieczeństwa i obrony państwa komunistycznego. W listopadzie 1989 r. został prezesem Czeskiego Stowarzyszenia Autorów Literatury Detektywistycznej.
W latach 90. był rzecznikiem prezesa ČSSD oraz bez powodzenia kandydował do Senatu w okręgu usteckim. Prowadził też działalność dziennikarską, pisząc głównie w dzienniku Právo. Był również członkiem Czeskiej Rady Telewizji z ramienia ČSSD.
Zmarł nagle, w sobotę 19 kwietnia 2003 w Dobříšu. Spoczywa na cmentarzu w rodzinnym Nachodzie.

## Twórczość
W 1964 roku stworzył postać kapitana Michała Exnera. „Kapitan Exner – gliniarz, który jeździ mercedesem w czasach głębokiej komuny, nazywa towarzyszy moimi oficerami, nosi garnitury szyte na miarę, wie, że Foie gras to gęsia wątróbka, potrafi przekonać szefa restauracji by mu przyniósł lahůdku, której nie było w menu. Bez pokazania legitymacji, tylko ze względu na swój urok”.

## Książki

### Cykl o kapitanie Exnerze
1. Poklad byzantského kupce. (1964)
2. Znamení lyry. (1965)
3. Bláznova smrt. (1967), w dzienniku Rudé Právo pod tytułem Smrt Jana Krempy. (1967)
4. Tajemnica „Złotego Księcia”. (Vražda pro zlatého muže. 1969)[4]
5. Efektivně mrtvá žena. (1970)
6. W zasięgu ręki. (Na dosah ruky. 1971)[5]
7. Pastvina zmizelých. (1971)
8. Osamělý mrtvý muž. (1975), pierwotnie w dzienniku „Mladá fronta” jako Kopyta osla Kiang. (1972)
9. Śmierć utalentowanego szewca. (Smrt talentovaného ševce. 1978)[6]
10. Denár v dívčí dlani. (1980)
11. Poslední pád Mistra Materny. (1987)
12. Trable anglického šlechtice v Čechách. (1991)
13. Dialogy pro klarinet, cimbál a bicí nástroje. (1975)
14. Vražda ve společnosti Consus. (2001)

### Pozostałe
- Týden žurnalisty Korina. (1971)
- Paměti českého krále Jiříka z Poděbrad. 3 części (1974, 1977, 1981)
- Trapný konec rytíře Bartoloměje. (1984)
- Podivuhodný oddechový čas Richarda Bartoně. (1988)
- Šest pohádek od Václava Erbena. (1989)
- O strašidlech. (2002)